# Agrippinus (Alexandria)
Agrippinus war der 10. Bischof von Alexandria im 2. Jahrhundert. Seine Amtszeit, die nach dem Bericht des Eusebius von Caesarea 12 Jahre betrug, wird meist auf die Jahre 167–178 (daneben auch: 167–180) datiert und fällt damit in die Regierung von Kaiser Mark Aurel. Sein Nachfolger wurde Julianus.
Er wird als Heiliger verehrt, sein Gedenktag ist der 30. Januar.